# Séisme de 1816 à Colima
Le séisme de 1816 à Colima, survenu le 31 mai 1816 dans la ville mexicaine de Colima dans l'État du même nom, a causé de très gros dégâts dans les États de Jalisco et Colima, ainsi que de graves dommages aux aqueducs, canalisations, ponts, édifices publics et religieux de Mexico. Ce séisme amena le pasteur de la ville de Colima à écrire : « C'est le plus effrayant dans l'histoire de Colima. Plus de 80 personnes sont mortes et 72 ont été blessés. Il paraît qu'aucune maison n'est habitable dans la ville de Colima et le village de San Francisco Almoloyan ».

## Référence
- (es) Cet article est partiellement ou en totalité issu de l’article de Wikipédia en espagnol intitulé « Terremoto de Colima de 1816 » (voir la liste des auteurs).

### Source
- Francisco Blanco Fugueroa, Renacimiento y grandeza: el primer terremoto del siglo XXI : Colima, 21 de enero de 2003, UCOL edición, México, 2004  (ISBN 9706921427).